# Ličko Petrovo Selo
Ličko Petrovo Selo (serb. Личко Петрово Село) – wieś w Chorwacji, w żupanii licko-seńskiej, w gminie Plitvička Jezera. W 2011 roku liczyła 110 mieszkańców.
Leży w północno-wschodniej części regionu Lika, przy granicy z Bośnią i Hercegowiną. Niedaleko znajduje się lotnisko wojskowe Željava.